# Salto (locomoción)

Una zancada ejecutada por una bailarina acrobática. Este es uno de varios tipos de saltos que se encuentran en la danza.

Saltar, brincar o botar es una forma de locomoción o movimiento en el que un ser vivo o un sistema mecánico no vivo (por ejemplo, un robot) se impulsa a través del aire a lo largo de una trayectoria balística. El salto se puede distinguir de la carrera, el galope y otras formas de locomoción, en las que todo el cuerpo está temporalmente en el aire por la duración relativamente larga de la fase aérea y el alto ángulo de lanzamiento inicial.
Algunos animales, como el canguro, emplean el salto como la principal forma de locomoción, mientras otros, como las ranas, lo usan solo para escapar de los depredadores. El salto es también una característica clave de las distintas actividades y deportes, como el salto de longitud, salto de altura y el salto de obstáculos.

## Física del salto

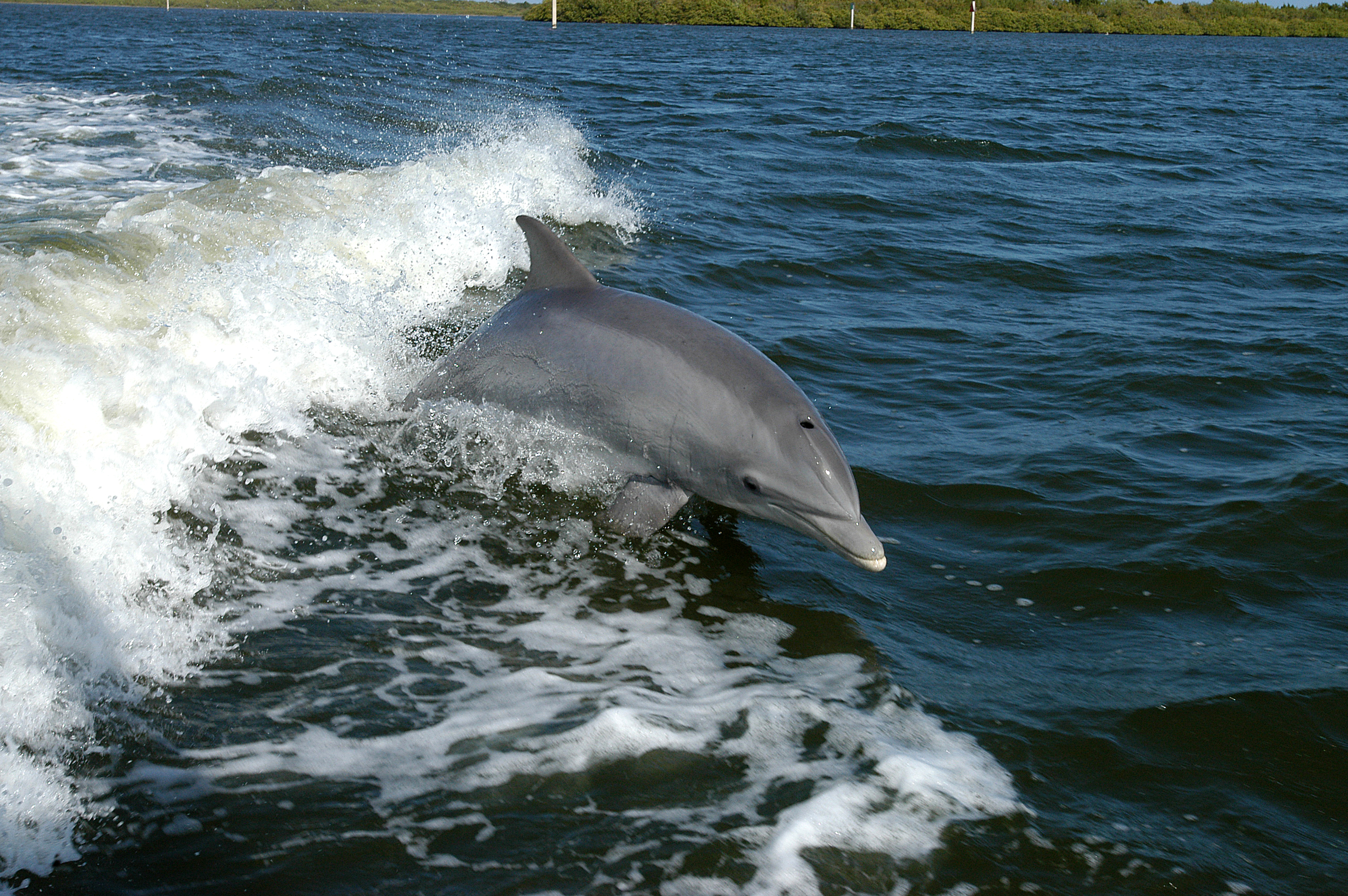
Salto de un delfín nariz de botella.

Todo salto implica la aplicación de una fuerza contra un sustrato, que a su vez genera una fuerza de reacción que impulsa lejos al saltador. Cualquier sólido o líquido capaz de producir una fuerza opuesta puede servir de sustrato, incluyendo el suelo o el agua. Algunos ejemplos de esto son los delfines y las ranas.
Los organismos saltadores rara vez están sujetos a fuerzas aerodinámicas significativas, por lo que sus saltos son gobernados principalmente por las leyes de la trayectoria balística. En consecuencia, mientras que un pájaro puede saltar en el aire para iniciar el vuelo, no hay movimiento que lleve a cabo una vez en el aire que se considere salto, ya que las condiciones del salto inicial ya no dictan su trayectoria de vuelo. 
Tras el momento del lanzamiento (es decir, la pérdida de contacto inicial con el substrato), un saltador atravesará una trayectoria parabólica. El ángulo de lanzamiento y la velocidad de lanzamiento inicial determinarán la distancia de viaje, la duración y la altura del salto. La máxima distancia posible desplazamiento horizontal se produce en un ángulo de lanzamiento de 45 grados, pero cualquier ángulo de lanzamiento entre 35 y 55 grados se traducirá en un noventa por ciento de la distancia máxima posible.
Los músculos u otros actuadores realizan un trabajo físico añadiendo energía cinética al cuerpo del saltador transcurso de la fase de propulsión de un salto. Esto resulta en una energía cinética en el lanzamiento que es proporcional al cuadrado de la velocidad del saltador. Cuanto mayor sea el trabajo de los músculos, mayor será la velocidad de lanzamiento y, por tanto, mayor es la aceleración y más corto es el intervalo de tiempo de la fase propulsora del salto. 

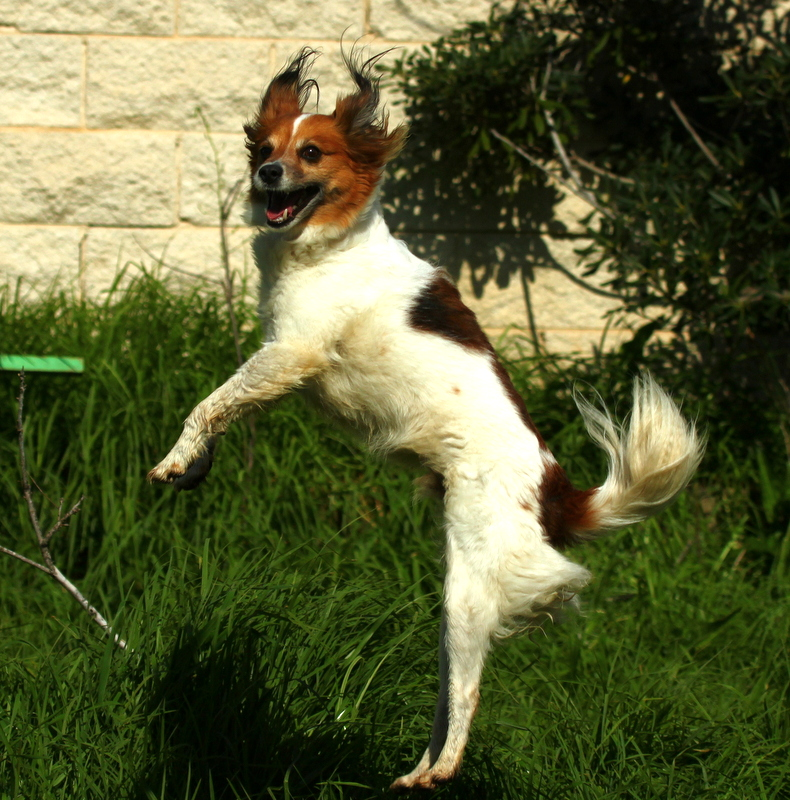
Un perro saltando desde una posición estacionaria.

La potencia mecánica (trabajo por unidad de tiempo) y la distancia sobre la cual esta es aplicada (e.g., longitud de la pierna) son los determinantes de la distancia y la altura del salto. Como resultado, muchos animales de salto tienen piernas largas y los músculos que están optimizados para la potencia máxima de acuerdo con la relación fuerza-velocidad de los músculos. Sin embargo, la potencia de salida máxima de los músculos es limitada. Para evitar esta limitación, muchas especies van estirando poco a poco elementos elásticos como tendones o cutículas, para almacenar el trabajo como energía de deformación. Estos elementos elásticos pueden liberar la energía a un ritmo mucho más alto (mayor potencia) que la masa muscular equivalente, lo que aumenta la energía puesta en marcha a niveles más allá de lo que el músculo actuando solo es capaz de hacer.
Un saltador puede estar parado o en movimiento cuando se inicia un salto. En salto en movimiento o en carrera, el saltador introduce velocidad vertical adicional en el lanzamiento mientras conserva la mayor cantidad de momento horizontal posible.
A diferencia de saltos estacionarios, en el que la energía cinética del saltador en el lanzamiento se debe exclusivamente al movimiento de salto, los saltos en movimiento tienen una mayor energía que resulta de la inclusión de la velocidad horizontal que precede al salto. En consecuencia, los saltadores son capaces de saltar grandes distancias, a partir de una ejecución.

## Anatomía

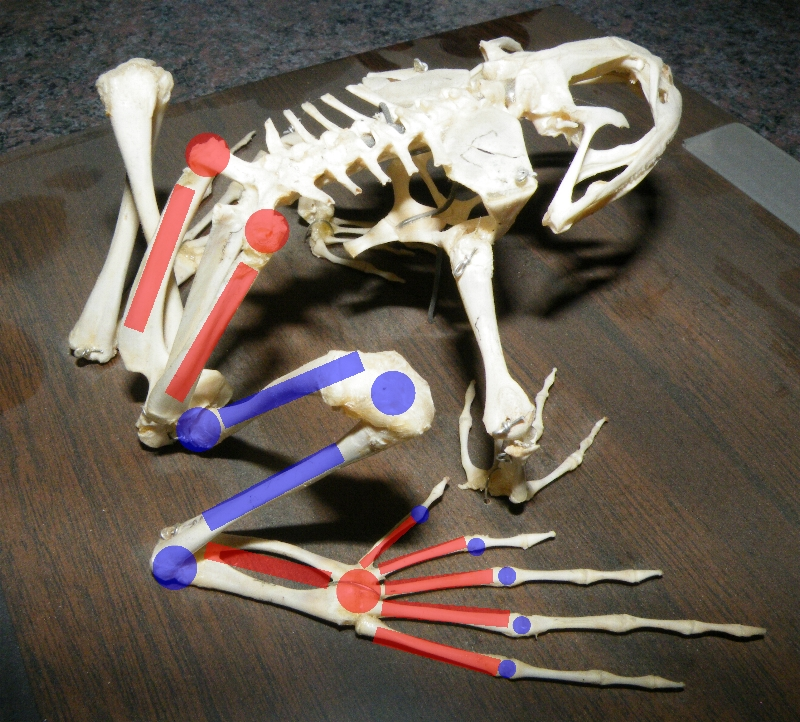
Esqueleto de una rana toro, mostrando los alargados huesos de las extremidades y las articulaciones adicionales. Marcas rojas indican los huesos alargados sustancialmente en las ranas y las articulaciones que se han convertido en móviles. El color azul indica las articulaciones y los huesos que no han sido modificados, o se alargan sólo un poco.

Los animales utilizan una gran variedad de adaptaciones anatómicas para saltar.
Estas adaptaciones conciernen exclusivamente al lanzamiento, ya que cualquier método posterior al lanzamiento para ampliar el alcance o controlar el salto debe utilizar fuerzas aerodinámicas, y por lo tanto se considera planeo o paracaidismo.
Las especies acuáticas raras veces muestran alguna especialización particular para saltar. Aquellas que son buenas saltadoras generalmente están adaptadas principalmente a la velocidad, y ejecutan saltos simplemente nadando a la superficie a una velocidad alta. Unas pocas especies principalmente acuáticas que pueden saltar al mismo tiempo en la tierra, como los peces soplones, lo hacen mediante un movimiento rápido de la cola.

### Morfología de las extremidades
En los animales terrestres la estructura de propulsión principal es las piernas, aunque en algunas especies utilizan sus colas. Las características típicas de las especies que saltan son las piernas largas, músculos grandes en las piernas, y los elementos adicionales de las extremidades.
Las patas largas aumentan el tiempo y la distancia sobre la cual un animal saltando puede empujar contra el sustrato, lo que permite más potencia y más rapidez en el salto. Los músculos grandes de las piernas pueden generar una mayor fuerza, resultando en un rendimiento mejorado de salto. Además de los elementos alargados de las piernas, muchos animales saltadores han modificado los huesos del pie y del tobillo que son alargados y poseen articulaciones adicionales, añadiendo eficazmente más segmentos a la extremidad y también mayor longitud.
Las ranas son un excelente ejemplo de las tres tendencias: las ancas de rana puede ser casi el doble de la longitud del cuerpo, los músculos de las piernas pueden ser responsables de hasta un veinte por ciento del peso corporal, y no solo han alargado el pie, pantorrilla y el muslo, sino que se extiende el tobillo huesos en otra rama conjunta y de manera similar amplió los huesos de la cadera y ganó la movilidad en el sacro por una segunda unión adicional. Como resultado, las ranas son los campeones indiscutibles de salto de los vertebrados, saltando más de cincuenta largos del cuerpo, a una distancia de más de dos metros y medio.

### Amplificación de potencia a través de la energía almacenada
Los saltamontes son conocidos por el uso de almacenamiento de energía elástica para aumentar la distancia de salto. Como se señaló anteriormente, la potencia de salida es un determinante principal de la distancia de salto, pero las limitaciones fisiológicas limitan el poder de los músculos de alrededor de 375 vatios por kilogramo de músculo. Para superar esta limitación, los saltamontes anclar sus patas a través de un "mecanismo de captura" interna, mientras que su músculos estiran un elástico apodema (similar al tendón de un vertebrado). Cuando la captura se libera, el apodema rápidamente libera su energía. Debido a que el apodema libera energía más rápidamente que los músculos, su potencia de salida superior a la del músculo que produce la energía.
Esto es análogo a un humano lanzando una flecha a mano frente al uso de un arco; el uso de almacenamiento elástico (el arco) permite a los músculos para operar más cerca de la isométrica en la curva de fuerza-velocidad. Esto permite a los músculos hacer un trabajo durante un tiempo más largo y por lo tanto producir más energía de la que podrían de otra manera, mientras que los elementos elásticos trabajan más rápido que lo que pueden los músculos. El uso de almacenamiento de energía elástica se ha encontrado en mamíferos saltadores así como en las ranas, con incrementos proporcionales en potencia que van desde dos a siete veces la de la masa muscular equivalente.

## Dispositivos y técnicas para mejorar la altura del salto
La altura de un salto se puede aumentar mediante el uso de una cama elástica o mediante la conversión de la velocidad horizontal en la velocidad vertical con la ayuda de un dispositivo tal como un medio-tubo.
Se pueden utilizar varios ejercicios para aumentar la altura del salto vertical de un atleta. Una categoría de estos ejercicios son los ejercicios pilométricos, que emplean la repetición de ciertos movimientos ligados al salto para mejorar velocidad, agilidad y potencia.